# Dorit Stenke
Dorit Stenke (* 11. September 1960 in Hamburg) ist eine deutsche Politikerin (CDU). Seit 2025 ist sie Ministerin für Bildung, Wissenschaft, Forschung und Kultur von Schleswig-Holstein. Zuvor war sie ebendort von 2017 bis 2025 Staatssekretärin.

## Werdegang
Dorit Stenke legte im Jahre 1980 das Abitur in Bergisch Gladbach ab. Darauf studierte sie bis 1986 Erziehungswissenschaft, Soziologie und Psychologie an der Johannes Gutenberg-Universität Mainz. Dort war sie zudem Mitbegründerin und Leiterin des Interdisziplinären Arbeitskreises Frauenforschung.
Nach dem Abschluss des Studiums blieb Stenke als wissenschaftliche Mitarbeiterin an der Johannes-Gutenberg-Universität in Mainz. 1993 wechselte sie an die Technische Universität Dresden und führte dort den BLK-Modellversuch „Die Mittelschule im Freistaat Sachsen“ durch. Im Jahre 1997 beendete sie ihre Arbeit an der TU Dresden zugunsten des Sächsischen Staatsministerium für Kultus als Referentin. Dort blieb sie bis 2001 und wurde in diesem Jahre stellvertretende Vorsitzende der Deutschen Gesellschaft für Bildungsverwaltung.
Von 2001 bis 2003 war sie stellvertretende Direktorin der Sächsischen Akademie für Lehrerfortbildung in Meißen und kehrte von 2003 bis 2006 als Geschäftsführerin des Aufbaustabes der Sächsischen Evaluationsagentur nach Dresden zurück. Dort entwickelte sie Verfahren zur externen Evaluation von Schulen im Freistaat Sachsen. Von 2007 bis 2016 war sie im Sächsischen Bildungsinstitut Abteilungsleiterin in Radebeul. - Ihre Promotion zum Dr. phil. gründet auf der 2004 an der Johannes-Gutenberg-Universität Mainz eingereichten Arbeit "Transformation von Schulsystemen am Beispiel des Freistaates Sachsen".
Zum April 2016 wurde Dorit Stenke als Direktorin des Sächsischen Bildungsinstituts von Angela Bachmann abgelöst und kam als Abteilungsleiterin für berufliche Bildung, Qualität und IT in das Ministerium für Schule und Berufsbildung des Landes Schleswig-Holstein, welches damals noch von Bildungsministerin Britta Ernst (SPD) geleitet wurde, nach Norddeutschland zurück. Am 28. Juni 2017 wurde sie dann von Bildungsministerin Karin Prien (CDU) zur Staatssekretärin für Bildung in das erste Kabinett von Ministerpräsident Daniel Günther (CDU) berufen. Dieses Amt hatte sie seit dem 29. Juni 2022 auch im Kabinett Günther II inne. Am 7. Mai 2025 wurde Stenke als Nachfolger von Prien, die in das Bundeskabinett wechselte, zur Bildungsministerin ernannt.

## Politische Ansichten
Dorit Stenke ist Mitglied der CDU.
Nach eigenen Angaben sind ihr Bürgerrechte und soziales Handeln, Katastrophenhilfe und Kultur besonders wichtig. Dabei sieht sie zur Sicherung der Qualität an Schulen eine externe Evaluationsorganisation für wirksam an, auch wenn diese nur in beratender Funktion tätig sind.